# Mahot tantan
Dombeya acutangula
Espèce
Classification phylogénétique
Statut de conservation UICN

 CR C1+2a : 
En danger critique
le mahot tantan, aussi appelé bois bête (Dombeya acutangula), est une espèce de plantes à fleurs de la famille des Malvaceae endémique des îles Mascareignes, dans l'océan Indien.